# Axbergshammars herrgård
Axbergshammars herrgård är en herrgård belägen invid Dyltaån i nordöstra delen av Örebro kommun i Axbergs socken. Den byggdes ursprungligen på 1500- eller 1600-talet.
Nuvarande huvudbyggnad i reveterat trä har två våningar och uppfördes i början av 1700-talet. Den har två flyglar.
Den förste kände ägaren var Laurens van der Plas i början av 1600-talet. Herrgården ägs idag av familjen Irengård.
Egendomen omfattar 216 hektar, varav 135 hektar åker och 74 hektar skog.
Axbergshammar är beläget invid Dyltaån. På 1640-talet fanns planer på att anlägga en kanal - Järle kanal - från sjön Lången till den planerade Järle stad. Kanalen skulle ansluta till Järleån/Dyltaån vid Axbergshammar.

## Axbergshammars bruk
Gustav Vasa lät bygga en hammarsmedja vid Axbergshammar redan år 1558. Hammaren och städet beställdes från Hammarfors stångjärnssmedja i Fellingsbro. Förmodligen var kungen och kronan länge ägare till hammaren, som torde ha tagits över av hertig Karl (hertig över Närke och Södermanland), senare Karl IX. På 1620-talet utarrenderades Axbergshammar till holländaren Laurens van der Plas.
Bruket kom i privat ägo år 1639 då en annan holländare, Lukas Hedding, fick privilegier på det. Under holländarnas tid byggdes bruket ut till fyra härdar och fyra hammare. Vid Axbergshammar tillämpades tysksmide, vilket var det vanligaste i Bergslagen. För att hålla nere behovet av träkol ålades bruket år 1695 av Bergskollegium att inte överstiga den tillåtna produktionen om 1201 skeppund, motsvarande 204 ton, stångjärn årligen.
Senare ägdes gården av släkten Stierncreutz, och därefter av majoren Jakob Otto Cronstedt, och efter honom boktryckaren Nils Magnus Lindh från Örebro. Man ökade produktionen, bl.a. genom ändring av smideshärdens konstruktion, genom effektivare blästerluft, genom förvärmning av tackjärn och kol, och genom att man använde två hamrar till varje härd. 1823 tilläts en utökning av smidesrättigheten med 200 skeppund, och år 1840 med ytterligare 376 skeppund. År 1855 bestod bruket av en stålugn, tre härdar och en knipphammare.
På bruket tillverkades, förutom stångjärn, även färdiga järnprodukter såsom plogbillar, plåtjärn, släggor och byggnadsjärn.  Under kronans ägo tillverkades också rörplåtar, d.v.s. råämnen till muskötpipor. Brännstål tillverkades på 1820-talet.
I mitten av 1800-talet utvecklades andra och bättre processer för ståltillverkning, såsom Thomasprocessen. Vid Axbergshammar lade man ner den första hammaren år 1849 och den andra år 1851. Den tredje stod stilla mellan åren 1852 och 1855. År 1855 startades den på nytt, men lades ned för gott år 1858. Bruket hade då fungerat under 300 år. Efter detta ägnade man sig helt och hållet åt jordbruk vid herrgården. Endast mycket sparsamma rester finns kvar av smedjorna. Senare kraftverksbyggen har ödelagt de flesta spår.

## Axbergshammars kraftstation
Axbergshammars kraftstation utnyttjar vattenkraften i Dyltaån, som ligger alldeles bakom herrgården. Ett kraftverk byggdes här första gången år 1918. Kraftstationen ligger på den plats där de gamla hamrarna stått, och byggdes först under första världskriget av Superfosfatbolaget. Krafträttigheterna övertogs senare av Vattenfallsstyrelsen. Fallhöjden är 3,1 m. Nuvarande kraftverk byggdes 1983 och levererar 320 kW, vilket ger en årsproduktion på ca 1,2 GWh. Kraftstationen är numera i privat ägo.